# Golf International Moyland
Golf International Moyland is een golfcomplex van 175 hectare in Till-Moyland in de gemeente Bedburg-Hau in het district Kleef in de Duitse deelstaat Noordrijn-Westfalen.
Deze nieuwere golfbaan dient niet verward te worden met de oudere LGC Schloss Moyland (1985), die even verderop aan de Moyländer Allee in een bosgebied op de stuwwal van de Nederrijnse Heuvelrug gevestigd is. 

## Geschiedenis van Golf International Moyland

### Golf-Park am Schloss Moyland
De oudere vereniging kreeg na enige jaren concurrentie van een nieuw initiatief, Golf-Park am Schloss Moyland, dat door enkele ondernemers als een zakelijke investering in de directe nabijheid van Slot Moyland werd gestart en nadien een aantal keren van eigenaar veranderde. Onder anderen ex-voetballer Willy van de Kerkhof was aandeelhouder van de nieuwe club. Het terrein met deze golfbaan ligt meer in de oude riviervlakte van de Rijn en werd door een landschapsarchitect ingericht met kunstmatige glooiingen.

### Schloss Moyland Golfresort
In 2009 werd het golfpark overgenomen door Europe's Finest; een bedrijf van Sander van Gelder die na dertig jaar zijn golfresort Vale do Lobo in Portugal had verkocht en terugkwam naar Nederland. Zijn nieuwe golfbaan werd omgedoopt in Schloss Moyland Golfresort.
Van Gelder, die ook aandeelhouder was van de (nooit gerealiseerde) Cromvoirt Golf & Country Club en van The Dutch, investeerde zo'n tien miljoen in het golfresort en was van plan naast de bestaande baan een nieuwe achttien holes golfbaan aan te leggen en de faciliteiten uit te breiden met een hotel en een villapark. Onderdelen van zijn grootscheepse plannen werden echter juridisch aangevochten door een bewoonster van het plangebied, die door de rechterlijke macht in haar gelijk gesteld werd.
In augustus 2013 werd bekend dat Van Gelder zich in verband met tegenvallende resultaten, en weinig rooskleurig perspectief in verband met de economische depressie, uit dit project heeft teruggetrokken en het faillissement van deze onderneming heeft aangevraagd. De golfbaan bleef nog enkele maanden geopend totdat eind november al het personeel ontslagen werd en Van Gelder officieel afscheid nam.
In februari 2014 werd bekend dat het beheer van de golfbaan zou worden overgenomen door een groep investoren uit Goch, maar deze trok zich reeds een maand later terug. Tot het onroerend goed van de club behoorde sinds enkele jaren ook het gerenoveerde café "Alte Post" tegenover het kerkje in Moyland. Eigenaar van het landgoed waarop de golfbaan ligt is van oudsher de familie jhr. Adrian Nicolaus Adolf Steengracht van Moyland.

### Golf International Moyland
Begin 2015 werd een groep Nederlandse investeerders gevonden. De golfbaan werd in het eerste halfjaar van 2015 gereedgemaakt voor heropening. De opening van de golfbaan als 'Golf International Moyland' zou volgens de krantenberichten plaatsvinden in juli 2015. In juli 2015 werd Golf International Moyland geopend. De plattegrond van de 18-holes golfbaan bleef ongewijzigd.

## Golftoernooi
Op Schloss Moyland Golfresort werd sinds 2011 de Schloss Moyland Golfresort Classic van de EPD Tour gespeeld.